# Systemtheorie der Evolution
Die Systemtheorie der Evolution geht insbesondere auf die informationstheoretisch geprägte Systemtheorie nach Ludwig von Bertalanffy und ihre Anwendung auf Phänomene der biologischen Evolution durch die Wiener Schule (unter anderem Rupert Riedl) ab den 1970er-Jahren zurück und stellt eine Weiterentwicklung der Synthetischen Evolutionstheorie nach Ernst Mayr dar, die wiederum auf Charles Darwin basiert.
Die Systemtheorie der Evolution geht davon aus, dass lebende Organismen offene Systeme im Sinne der Thermodynamik sind, die in einem Fließgleichgewicht mit ihrer Umwelt stehen. Sie zeichnen sich dadurch aus, dass die Gleichgewichtszustände vieler Faktoren innerhalb der Lebewesen sich deutlich von den Gleichgewichtszuständen der Umgebung unterscheiden. Ein Beispiel ist die oft weit über der Umgebungstemperatur liegende und im Gegensatz zu ihr konstant bleibende Körpertemperatur der meisten Säugetiere. Auch abiotische Systeme, die weitab vom Gleichgewicht ablaufen wie die Belousov-Zhabotinsky-Reaktion, zeigen besondere Eigenschaften und gewisse Formen von Selbstorganisation, zum Beispiel die Oszillation.

## Kritik an der synthetischen Evolutionstheorie
Die Systemtheorie der Evolution widmet sich insbesondere auch solchen Phänomenen, die durch die klassische synthetische Evolutionstheorie nicht hinreichend erklärt werden, beispielsweise
- der Entstehung tiefgreifender Änderungen im Grundbauplan (Makroevolution).
- der Koevolution, also der parallelen Evolution von aufeinander abgestimmten Merkmalen bei sehr verschiedenen Arten, beispielsweise von Symbiosen

Der Begriff der Selektion wird in der Systemtheorie kritisch hinterfragt.
Die Systemtheorie der Evolution ergänzt den Begriff der äußeren Selektion in der Definition Darwins um den der inneren Selektion. Ein Organismus muss in Bezug auf die Funktionalität seiner Untersysteme in sich stimmig sein, da er sonst nicht überlebensfähig wäre (innere Passung). Ist das nicht der Fall, so kann die äußere, klassische Selektion nicht wirksam werden. Zum Beispiel muss ein von der Natur entwickeltes Gelenk gemäß seinem Konstruktionszweck einwandfrei funktionieren. Eine Mutation im Gennetzwerk, das für das Gelenk codiert, kann diese angepasste Funktionalität stören und dadurch für den Organismus letal enden. Somit werden auch die Freiheitsgrade eingeschränkt, also jene Spielräume, die Mutation, Rekombination, Selektion bilden, um Organismen und deren Organe progressiv weiterzuentwickeln, d. h. zu verbessern im Hinblick auf die Funktion, die im Organismus erfüllt werden soll. Somit ergibt sich, dass die Veränderung der äußeren Selektionsbedingungen sich nur zunächst mittelbar, im Rahmen der durch die innere Passung gegebenen Randbedingungen, auswirken kann.
Riedl bezeichnet diese innere Funktionalität als evolutionäre Bürde, weil sie sich Veränderungen widersetzt. So entstehen evolutionäre constraints, die letztlich zu als „Baupläne“ bezeichneten Konstruktionsprinzipien führen.
Die Systemtheorie berücksichtigt, dass die Ausprägung von Merkmalen nicht allein durch die DNA-Sequenz eines Genes bedingt ist, sondern ein Ergebnis einer komplexen Wechselwirkung vieler Faktoren des Gesamtsystems Lebewesen im Zuge der Ontogenese. Dabei wirken nicht nur genetisch festgelegte Faktoren der direkten Erbinformation sowie der Steuerung durch Mechanismen der Genregulation (Riedl: epigenetisches System) und von Stoffgradienten innerhalb eines Organismus, sondern teilweise auch externe Faktoren wie die Temperatur oder die Einwirkung chemischer Stoffe während der Embryonalentwicklung. Die Menge der in der Embryogenese wirkenden Faktoren wird auch als epigenetische Landschaft bezeichnet.
Durch diese Betrachtung der Zusammenhänge soll erklärbar werden, warum bestimmte Entwicklungsstadien der Ontogenese Stadien der Phylogenese rekapitulieren sollen (siehe auch die veraltete Theorie Biogenetische Grundregel). Systemtheoretisch ergeben sich durch die Komplexität der ontogenetischen Entwicklung Entwicklungskanäle. Damit wird also die Menge der möglichen evolutionären Dynamiken eingeschränkt. Die Entwicklungskanäle ergänzen das der synthetischen Theorie entstammende Konzept konvergenter Selektionsdrücke bei der Erklärung von Konvergenzen (zum Beispiel analoger Organe). Ein Verlassen der Entwicklungskanäle ermöglicht größere Änderungen (Makroevolution).
Die Systemtheorie berücksichtigt auch, dass die Ein-Gen-ein-Enzym-Hypothese nicht als „Eine DNA-Sequenz – ein Merkmal“ verstanden werden darf. So gibt es Merkmale, die durch das Zusammenspiel vieler Gene (und Polypeptide) entstehen (Polygenie), aber auch Gene, die mehrere Merkmale gleichzeitig beeinflussen (Polyphänie oder Pleiotropie) (Riedl: Die Adaptierung einer Funktionseinheit wird darum nicht nur auf eine günstige Chance, sondern sogar auf die Häufung günstiger Chancen zu warten haben). Es gibt zudem auch multifaktorielle Merkmale, deren Ausprägung nicht nur polygen, sondern auch durch Umweltfaktoren bedingt ist. Eine besondere Rolle spielen Gene, die für die Genregulation zuständig sind. So reguliert allein das Gen Paxx6 bei Drosophila melanogaster mehr als 2000 einzelne Genloci. Solche Mastergene können die Gesamtkosten des Systems Lebewesen deutlich senken.

## Makroevolution
Makroevolutionäre Veränderungen können so durch solche Mutationen an Regulatoren und Strukturgenen verstanden werden, die ein ganzes Spektrum von phänotypischen Veränderungen infolge der Abänderung von Genexpressionsmustern bedingen. Diese Mutationen verändern also das gesamte System. Wie tiefgreifend bereits einfache Änderungen wirken können, haben Experimente an Schlammspringern, einer halbamphibisch in Mangrovensümpfen lebenden Fischgruppe gezeigt. Nach mehrmonatiger Behandlung mit dem Hormon Thyroxin ergaben sich u. a. folgende Änderungen: die Brustflossen wurden zu beinchenartigen Extremitäten, die Haut wurde dicker, die Kiemen wurden verkleinert, die Lungenatmung nahm zu. Im Endergebnis wurde die Abwesenheit von Wasser deutlich länger ertragen als ohne Behandlung. Sievert Lorenzen dazu: In vielen Genotypen schlummern Potenzen, die wie in den aufgeführten Fällen erst durch adäquate Umweltreize realisiert werden. Andererseits können auch geringfügige genotypische Veränderungen unter bestimmten Bedingungen recht dramatische Effekte hervorrufen. Diese Entwicklungspotenzen werden auch Präadaptation genannt, vereinfacht ausgedrückt, eine zufällige Anpassung, noch bevor sich diese dann unter einem Selektionsdruck als vorteilhaft erweist.

## Präadaptation
Eine Präadaptation kann auch deshalb vorhanden sein, weil viele Merkmale eine Doppel- oder Mehrfachfunktion haben können. So musste die Evolution von Federn und Flügel bei Vögeln nicht unbedingt parallel koordiniert ablaufen. Federn sind bereits vor der Entwicklung des Vogelflugs bei Dinosauriern vorhanden gewesen und dienten der Wärmeisolierung. Neuere Fossilfunde lassen eine Reihe von Zwischenstufen von einfachen zu komplex aufgebauten Federn bei eindeutig bodenbewohnenden Dinosauriern erkennen. Mit der Evolution des Flügels konnten sie dann zugleich dem Fliegen dienen.
Die Präadaptation hat durch die Entdeckung des alternativen Splicings sowie der Introns und Exons eine zusätzliche molekulargenetische Grundlage gefunden. Insbesondere das alternative Splicing ist ein Paradebeispiel für Mehrfachfunktion an sich und ermöglicht durch Neukombination bereits „erprobter“ DNA-Code-Abschnitte eine rasche Entwicklung neuer Proteine ohne Änderung des DNA-Primärcodes. Berücksichtigt man, dass – etwa beim Menschen – weit über 90 Prozent der DNA nicht direkt für Proteine codieren, so wird deutlich, welche Menge an Erbinformationen vorliegt, die prinzipiell für die Entstehung neuer Merkmale bereits durch geringe Änderungen der DNA im Bereich der Genregulation aktivierbar ist.